# Hermandad de Humildad y Paciencia (Málaga)
La Hermandad de Humildad y Paciencia, cuyo nombre oficial es Venerable Hermandad Carmelita y Cofradía de Nazarenos del Santísimo Cristo de la Humildad y Paciencia, María Santísima de Dolores y Esperanza y Nuestra Señora de la Aurora , es una corporación agrupada de la Semana Santa de Málaga, del barrio de la Cruz del Humilladero.

## Historia
La Hermandad primitiva (del Cristo de la Humildad y Paciencia) nace como filial de la Hermandad de la Limpia y Pura Concepción, del convento de San Luis el Real, en 1634. Procesionaba el Miércoles Santo junto a la Concepción Dolorosa. Desapareció en 1835, con la desamortización, quedando la imagen del Cristo en la iglesia de San Agustín, donde fue destruida en la Quema de Iglesias y Conventos de 1931.
En 1987 se intenta reorganizar la Hermandad por un grupo de jóvenes. Se incorpora la advocación de Mª Stma. de Dolores y Esperanza, acudiendo a las Hermanas Carmelitas del convento de San José, las que proporcionan una dolorosa de 60 cm. En 1990, se sustituye por una dolorosa de Eduardo Siles. Tres años más tarde se sustituye por una imagen de tamaño natural, procedente del convento de San Carlos, de las Hermanas Filipenses.
La Hermandad se radica en la Parroquia de San José Obrero, y procesiona a su titular durante dos años. La imagen desapareció en un acto vandálico, en 1996. Se solicita la cesión de una dolorosa del siglo XIX a la familia Ravina-Albarracín Ramírez, quien la cedió volviendo la imagen a la familia tras finalizar los cultos. En 1999 se establece definitivamente en la parroquia de San Vicente de Paúl, y la familia Ravina-Albarracín Ramírez cede en perpetuidad la dolorosa. En este año marca el verdadero resurgir, pues se consigue que por primera vez la imagen mariana salga en procesión. Este esfuerzo fructificó en los siguientes años acompañando a la imagen titular con un cuerpo nutrido de nazarenos hasta que en 2004 se erigió como nueva Hermandad.
En 2007 se bendijo la imagen del Stmo. Cristo de la Humildad y Paciencia, que es obra del  Manuel Ramos Corona. La bendición tuvo lugar en la iglesia parroquial de la Asunción, siendo padrinos la Archicofradía del Carmen Coronada y la ciudad de Málaga, esta última representada por el alcalde D. Francisco de la Torre.
En 2009 terminó la construcción de su Casa Hermandad, con tan mala fortuna que a dos semanas de ser inaugurada, fue azotada por un tornado, quedando con grandes desperfectos que, por suerte, no afectaron a la estructura. Aun así, la salida procesional de 2009 la realizó desde el edificio.
En 2011 procesionó por primera vez el Cristo de Humildad y Paciencia junto al Misterio.
El 2 de octubre de 2014 fue aprobado por la Junta de Gobierno de la Agrupación de Cofradías de Semana Santa de Málaga la elevación a Asamblea para ser votada el 9 de octubre de ese mismo año, su ingreso en dicha Agrupación.
En la Semana Santa de 2015 procesionó por primera vez como Hermandad Agrupada, haciendo un  recorrido de 10 horas de duración, convirtiéndola en la segunda corporación con más km de recorrido.
El 8 de diciembre de 2017 se bendijo en la Parroquia de San Vicente de Paúl la titular letífica de la corporación, Nuestra Señora de la Aurora. Tras la bendición, se procedió al traslado de la imagen a su capilla en la Casa Hermandad de la Hermandad.
En 2019, con el nuevo Recorrido Oficial, la Hermandad realiza por primera vez Estación de Penitencia a la Santa Iglesia Catedral. Se aprueba la realización de una nueva imagen cristífera, obra de José María Ruiz Montes,para sustituir a la de Ramos Corona, siendo bendecida en octubre de 2022
En el año 2022 la Hermandad cambia los hábitos nazarenos, así como incorpora el llamado 'doble paso' para poder realizar su Estación de Penitencia con mayor rapidez y facilidad.

La Hermandad de Humildad y Paciencia inició una travesía con destino a la ciudad eterna de Roma un 28 de septiembre, donde estaba aguardando el más memorable acontecimiento en su historia. La emoción y el fervor eran palpables en el rostro de cada uno, quienes deseaban con gran anhelo que las nuevas potencias, diseñadas por Fernando Prini y ejecutadas por Orfebrería Montenegro, fueran bendecidas por el mismísimo Papa Francisco I para ser portadas por el Santísimo Cristo de la Humildad y Paciencia, obra divina del ilustre escultor José María Ruiz Montes, quien también estuvo presente en el sublime momento de la bendición.
La plaza de San Pedro, en el Vaticano, se encontraba engalanada y llena de color cuando la Hermandad de Humildad y Paciencia se hizo presente en las afueras del templo. Allí aguardaban con gran ansiedad, los máximos representantes de la hermandad: el Hermano Mayor, Antonio Río Vera, el primer Teniente Hermano Mayor, Ramón Caparrós Pino y, por supuesto, el escultor del Señor, José María Ruiz Montes.
Finalmente, tras la audiencia general del Papa, llegó el momento que todos estaban esperando con verdadera devoción. El Santo Padre bendijo las nuevas potencias con profunda humildad y emoción, para que el Santísimo Cristo de la Humildad y Paciencia las portara con esplendor en su cabeza. Este acto, sin lugar a dudas, quedó grabado en la historia de la hermandad como uno de los momentos más importantes e inolvidables que muchos de sus miembros pudieron presenciar.
La grandísima importancia histórica de este hecho y el gran ejemplo que supone que el Santo Padre se acerque al rebaño, como bien lo hacía Jesús, son valores que nunca podemos perder de vista. Este acto simboliza la fuerza y la fe que tiene la hermandad en sus creencias, y en cómo las mismas son capaces de mover montañas. La presencia del escultor del Señor en este acto, además, añade todavía más valor si cabe a un día tan especial.
En definitiva, la Hermandad de Humildad y Paciencia ha dejado una huella en la historia de la fe y del amor al prójimo que no será fácil de borrar. Este momento trascendental será recordado como el acto más humilde y emocionante que se haya podido presenciar, así como una lección de amor y respeto para toda la humanidad.
El 15 de octubre de 2022 sería bendecido el nuevo y definitivo Cristo de Humildad y Paciencia, obra del artista malagueño José María Ruiz Montes. Dicha imagen está basada en un grabado de Alberto Durero.
El pasado día 28 de octubre, se designó la participación de la nueva talla del Santísimo Cristo de la Humildad y Paciencia en el Vía Crucis Oficial de la Agrupación de Cofradías de la Semana Santa de Málaga del año 2023.
La imagen del Señor fue trasladada solemnemente a la Iglesia de San Julián (Sede de la ACC) en unas andas procesionales de pequeño formato, el 22 de febrero a las 20:30 horas, tras la finalización de la Santa Misa de imposición de la Ceniza.
El jueves 23 de febrero, desde las 10.30 horas hasta las 21:00 horas, y el 24 de febrero de 10:30 horas hasta las 13:30, el Señor se encontró en Devota Veneración de Fieles.
Una vez llegada la tarde del día 24 de febrero, más concretamente a las 19:15 horas, el Titular Cristífero se dirigiró a la Santa Iglesia Catedral Basílica de la Encarnación, para el rezo piadoso de las XIV estaciones del Vía Crucis, presidido por el Excmo. y Rvdmo. Sr. D. Jesús Catalá Ibáñez, Obispo de la Diócesis de Málaga. Tras la finalización del rezo, la imagen regresó de forma solemne a la sede de la Corporación.
El acompañamiento musical corrió a cargo de la Banda de Cruz de Humilladero, el día 22 de febrero, y la Banda de Cornetas y Tambores de Nuestra Señora del Carmen, el día 24 de febrero, ambas Hermanas Honorarias del Instituto Nazareno.
En el trayecto de la Iglesia de San Julián hacia la Catedral fue la Capilla Musical Caeli quien acompañó la efigie de Cristo.
Esta Cofradía Carmelitana vivió, indudablemente, uno de los acontecimientos más importantes y trascendentales que compondrán su historia viva y memorable, al igual que la de sus hermanos, siendo a su vez, el encuentro en la calle por primera vez de la nueva talla del Santísimo Cristo de la Humildad y Paciencia con el pueblo de Málaga.

## Titulares

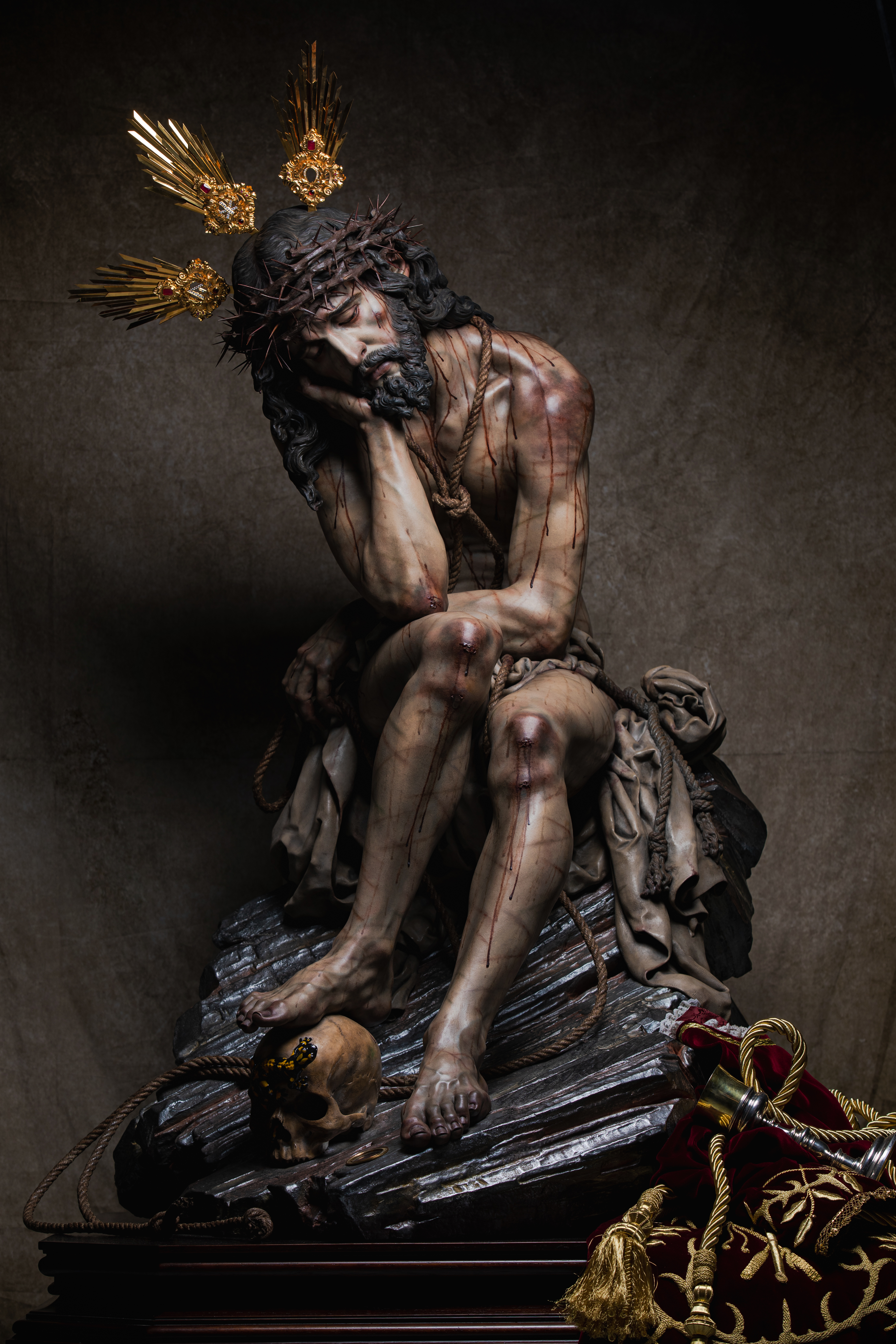

- El Santísimo Cristo de la Humildad y Paciencia, titular cristífero de la Hermandad de Humildad y Paciencia de Málaga, es una obra maestra del imaginero malagueño José María Ruiz Montes. Bendecido el 15 de octubre de 2022, esta impresionante talla es la culminación de una meticulosa dedicación artística y espiritual.

La imagen del Cristo representa un momento iconográfico en el que el Señor se encuentra sentado en una peña o roca, pensativo. Esta reinterpretación de la imagen del grabado de Alberto Durero presenta caracteres artísticos únicos, como el famoso pensador de Rodin o el torso de Belvedere que se encuentra en el Museo Vaticano de Roma. Y es que, a través de la obra de José María Ruiz Montes, estos elementos iconográficos se funden con la devoción y la fe que la Hermandad de Humildad y Paciencia profesa a su titular.
El Santísimo Cristo de la Humildad y Paciencia es una imagen de una gran belleza, con una expresión suave y profunda en el rostro. La talla es una maravilla del arte religioso, que muestra la mano experta y la dedicación del imaginero malagueño. La complejidad técnica de la obra se combina con la humildad y la paciencia que se asocian con la figura de Cristo en la tradición religiosa, creando una imagen profundamente conmovedora.
La anatomía de la imagen del Santísimo Cristo de la Humildad y Paciencia es realmente impactante y se puede apreciar la influencia del estilo barroco de Pedro de Mena en la policromía y en la  encarnadura que es muy detallada y realista, lo que crea un efecto de increíble veracidad en la imagen. 
Además, la forma en que está representado el cuerpo del Cristo, con su postura humilde y vencida, le da al espectador una sensación de paz y serenidad. Es realmente impresionante cómo la talla ha logrado captar hasta el más mínimo detalle del cuerpo humano.
En cuanto a su originalidad, es cierto que se trata de una imagen única e inédita. Podemos encontrar representaciones del Cristo en posición sumisa, pero esta imagen tiene un estilo propio que la hace destacar sobre todas las demás.
Además de la belleza estética y la conmovedora representación del Cristo de la Humildad y Paciencia, hay un detalle simbólico muy importante en la talla: la calavera que el Señor pisa.
De esta calavera, que sale de su ojo una salamandra amarilla y negra, simboliza el triunfo de la vida sobre la muerte. Pero no solo eso, también se interpreta, según la creencia popular, que la salamandra, considerada un animal incombustible, podría sobrevivir incluso en el fuego.
Esta imagen se asocia con la resurrección de Cristo, quien, al vencer la muerte, se convierte en el símbolo de la vida misma. Así, la salamandra representa la resurrección del Señor y se reconoce a sí misma en Cristo, pues su espíritu incombustible y su capacidad de sobrevivir incluso en los momentos más duros, se asemeja a la fuerza de la vida y la fe en el Padre.
En resumen, la obra del Santísimo Cristo de la Humildad y Paciencia, representa una verdadera obra de arte, en la que se conjugan la belleza, la devoción y el simbolismo. Una imagen conmovedora que invita a reflexionar sobre la importancia de la vida y la fe, en un continuo triunfo de la vida sobre la muerte.
- Mª Stma. de Dolores y Esperanza, es obra anónima atribuida a la familia de los Gutierrez de León, una saga de escultores malagueños, en la segunda mitad del siglo XIX.

- "Nuestra Señora de La Aurora" es una imagen cotitular de la Hermandad de Humildad y Paciencia de Málaga. Con un tamaño académico, la figura presenta a la Virgen de vestir con candelero, con la cabeza y las manos obra del escultor José Dueñas en el 2007. En esta obra, se puede apreciar la Virgen sosteniendo al niño Jesús con los brazos abiertos y una expresión cariñosa, realizada por el escultor Manuel Ramos Corona en el 2011.

El detalle más destacado en esta obra es la utilización de pelo natural, lo que le da un toque de realismo a la figura. También se observa un rostro elocuente en la Virgen, con los ojos y la boca abierta en una expresión serena.
En su mano izquierda, la Virgen sostiene al niño Jesús, mientras que en la mano derecha porta una bandera con el anagrama de la Virgen María en plata. La técnica utilizada en la obra es la madera policromada.
En comparación con otras obras de arte religioso, algunos expertos consideran que "Nuestra Señora de La Aurora" no presenta gran complejidad técnica ni artística. Sin embargo, esta pieza tiene importancia para la Hermandad, ya que tiene mucha devoción en la plaza donde recibe culto y veneración.
La imagen de "Nuestra Señora de La Aurora" es un ejemplo de la importancia y el valor que tienen las imágenes religiosas para las comunidades católicas. A lo largo de la historia, estas imágenes han sido objeto de la devoción de millones de fieles en todo el mundo, y han sido piezas claves para las prácticas religiosas y celebraciones de culto católico. Además, estas imágenes también han sido objeto de estudio y apreciación desde el punto de vista artístico, lo que las convierte en un legado invaluable para la cultura y la historia de la humanidad.

## Marchas dedicadas
Banda de Música
- Dolores y Esperanza, Antonio Quevedo Auyanet (2005)
- Reina de San Vicente, José Antonio Molero Luque (2005)
- Virgen de Dolores y Esperanza, Sergio Bueno de la Peña (2005)
- Dolores y Esperanza en la Alameda, José María Muñoz Cabrera (2015)
- Del Dolor a la Esperanza, Cristóbal López Gándara (2019)
- Madre de los Dolores y y Esperanza, Óscar Mosteiro Mesa (2020)
- Virgen de un Barrio, Rafael Río Pérez (2020)
- Humilitas, Francisco Javier Moreno (2023).

Cornetas y Tambores
- En Tu Humildad Mi Esperanza,
- Ante la cruz de nuestros pecados, Alberto Zumaquero (2009)
- Humilitas et Patientia, Alberto Zumaquero (2013)
- En el Gólgota, Fernando Jiménez (2014)
- Ego Sum Lux Mundi, Sergio Pastor (2018)
- Mi Esperanza en ti, Sergio Pastor (2019)
- Humildad y Paciencia, Manuel Jesús Guerrero (2019)
- Resiliencia, Fernando Jiménez (2019)
- Líbranos del Mal, Sergio Larrinaga (2022). Obra póstuma de este autor.

## Recorrido Oficial
| Predecesor: Salutación | Orden de entrada en el Recorrido Oficial (Domingo de Ramos) 5.º lugar | Sucesor: Humildad |